# Villadangos del Páramo
Villadangos del Páramo és un municipi de la província de Lleó, enclavada en la comarca natural del Páramo Leonés.

## Pedanies del municipi
- Celadilla del Páramo
- Fojedo del Páramo
- Villadangos del Páramo